# Canton de Mont-de-Marsan-2
Le canton de Mont-de-Marsan-2 est une circonscription électorale française du département des Landes.

## Histoire
Un nouveau découpage territorial des Landes entre en vigueur à l'occasion des élections départementales de 2015. Il est défini par le décret du 18 février 2014, en application des lois du 17 mai 2013 (loi organique 2013-402 et loi 2013-403). Les conseillers départementaux sont, à compter de ces élections, élus au scrutin majoritaire binominal mixte. Les électeurs de chaque canton élisent au Conseil départemental, nouvelle appellation du Conseil général, deux membres de sexe différent, qui se présentent en binôme de candidats. Les conseillers départementaux sont élus pour 6 ans au scrutin binominal majoritaire à deux tours, l'accès au second tour nécessitant 12,5 % des inscrits au 1er tour. En outre la totalité des conseillers départementaux est renouvelée. Ce nouveau mode de scrutin nécessite un redécoupage des cantons dont le nombre est divisé par deux avec arrondi à l'unité impaire supérieure si ce nombre n'est pas entier impair, assorti de conditions de seuils minimaux. Dans les Landes, le nombre de cantons passe ainsi de 30 à 15.
Le canton de Mont-de-Marsan-2 est formé de communes des anciens cantons de Mont-de-Marsan-Sud (8 communes) et d'une fraction de la commune de Mont-de-Marsan. Il est entièrement inclus dans l'arrondissement de Mont-de-Marsan. Le bureau centralisateur est situé à Mont-de-Marsan.

## Représentation
| Période élective | Période élective | Mandat | Mandat           | Identité               | Nuance | Nuance | Qualité |
| ---------------- | ---------------- | ------ | ---------------- | ---------------------- | ------ | ------ | --- |
| 2015             | 2021             | 2015   | 2017 (démission) | Geneviève Darrieussecq |        | MoDem  | Maire de Mont-de-Marsan (depuis 2008) Présidente de la Communauté d'agglomération du Marsan Conseillère régionale d'Aquitaine Elle démissionne le 21 juin 2017 après sa nomination au gouvernement comme secrétaire d'État auprès de la ministre des Armées Florence Parly |
| 2015             | 2021             | 2015   | 2021             | Pierre Mallet          |        | MoDem  | Maire de Benquet depuis 2001 1er Vice-président de la Communauté d'agglomération du Marsan |
| 2015             | 2021             | 2017   | 2021             | Muriel Crozes          |        | MoDem  | Cadre supérieure à l'hôpital et conseillère municipale de Mont-de-Marsan |
| 2021             | 2028             | 2021   | en cours         | Patricia Beaumont      |        | DVG    | Responsable de la recherche et du développement dans un laboratoire d’analyse environnementale Conseillère municipale de Saint-Pierre-du-Mont |
| 2021             | 2028             | 2021   | en cours         | Julien Paris           |        | DVG    | Fonctionnaire territorial Conseiller municipal de Saint-Pierre-du-Mont, membre de Génération.s |

### Résultats détaillés

#### Élections de mars 2015
À l'issue du 1er tour des élections départementales de 2015, deux binômes sont en ballottage : Geneviève Darrieussecq et Pierre Mallet (Union de la Droite, 43,22 %) et Pascale Buiche et Renaud Lahitete (PS, 34,31 %). Le taux de participation est de 57,6 % (11 904 votants sur 20 667 inscrits) contre 57,2 % au niveau départemental et 50,17 % au niveau national.
Au second tour, Geneviève Darrieussecq et Pierre Mallet (Union de la Droite) sont élus avec 54,96 % des suffrages exprimés et un taux de participation de 56,81 % (6 038 voix pour 11 740 votants et 20 665 inscrits).

#### Élections de juin 2021
Le premier tour des élections départementales de 2021 est marqué par un très faible taux de participation (33,26 % au niveau national). Dans le canton de Mont-de-Marsan-2, ce taux de participation est de 38,75 % (8 316 votants sur 21 462 inscrits) contre 40,28 % au niveau départemental. À l'issue de ce premier tour, deux binômes sont en ballottage : Cathy Dupouy et Pierre Mallet (Union au centre, 31,13 %) et Patricia Beaumont et Julien Paris (DVG, 30,83 %).
Le second tour des élections est marqué une nouvelle fois par une abstention massive équivalente au premier tour. Les taux de participation sont de 34,36 % au niveau national, 40,68 % dans le département et 39,69 % dans le canton de Mont-de-Marsan-2. Patricia Beaumont et Julien Paris (DVG) sont élus avec 51,22 % des suffrages exprimés (3 973 voix pour 8 519 votants et 21 464 inscrits),,.

## Composition
| Nom                                    | Code Insee | Intercommunalité                | Superficie (km2) | Population (dernière pop. légale)                | Densité (hab./km2) | Modifier                                    |
| -------------------------------------- | ---------- | ------------------------------- | ---------------- | ------------------------------------------------ | ------------------ | ------------------------------------------- |
| Mont-de-Marsan (bureau centralisateur) | 40192      | CA Mont-de-Marsan Agglomération | 36,88            | Fraction : 10 786 (2022) Commune : 31 455 (2022) | 853                | modifier les données · modifier les données |
| Benquet                                | 40037      | CA Mont-de-Marsan Agglomération | 29,33            | 1 913 (2022)                                     | 65                 | modifier les données · modifier les données |
| Bougue                                 | 40051      | CA Mont-de-Marsan Agglomération | 21,96            | 847 (2022)                                       | 39                 | modifier les données · modifier les données |
| Bretagne-de-Marsan                     | 40055      | CA Mont-de-Marsan Agglomération | 12,93            | 1 626 (2022)                                     | 126                | modifier les données · modifier les données |
| Campagne                               | 40061      | CA Mont-de-Marsan Agglomération | 33,91            | 1 025 (2022)                                     | 30                 | modifier les données · modifier les données |
| Laglorieuse                            | 40139      | CA Mont-de-Marsan Agglomération | 11,59            | 603 (2022)                                       | 52                 | modifier les données · modifier les données |
| Mazerolles                             | 40178      | CA Mont-de-Marsan Agglomération | 15,97            | 670 (2022)                                       | 42                 | modifier les données · modifier les données |
| Saint-Perdon                           | 40280      | CA Mont-de-Marsan Agglomération | 30,62            | 1 729 (2022)                                     | 56                 | modifier les données · modifier les données |
| Saint-Pierre-du-Mont                   | 40281      | CA Mont-de-Marsan Agglomération | 26,25            | 9 996 (2022)                                     | 381                | modifier les données · modifier les données |
| Canton de Mont-de-Marsan-2             | 4011       |                                 |                  | 29 195 (2022)                                    |                    | modifier les données                        |

Le canton de Mont-de-Marsan-2 comprend :
1. huit communes entières,
2. la partie de la commune de Mont-de-Marsan non incluse dans le canton de Mont-de-Marsan-1.

## Démographie
En 2022, le canton comptait 29 195 habitants, en évolution de +4,66 % par rapport à 2016 (Landes : +5,78 %, France hors Mayotte : +2,11 %).
| 2013   | 2018   | 2022   |
| ------ | ------ | ------ |
| 28 435 | 27 991 | 29 195 |